# Dragonstone
"Dragonstone" é o primeiro episódio da sétima temporada da série de televisão de fantasia da HBO, Game of Thrones, e o 61º em geral.   Foi escrito pelos co-criadores da série, David Benioff e D. B. Weiss, e dirigido por Jeremy Podeswa.
Em Pedra do Dragão, Daenerys Targaryen (Emilia Clarke) e Tyrion Lannister (Peter Dinklage), junto com seus aliados, chegam e exploram o castelo abandonado, Pedra do Dragão, a antiga sede da Casa Targaryen. Nas Gêmeas, Arya Stark (Maisie Williams) usa o rosto de Walder Frey (David Bradley) e envenena vários Frey por suas cumplicidades no Casamento Vermelho. Em Porto Real, Cersei Lannister (Lena Headey) e Jaime Lannister (Nikolaj Coster-Waldau) falam com Euron Greyjoy (Pilou Asbæk), que tenta criar uma aliança. Em Winterfell, Jon Snow (Kit Harington) perdoa os herdeiros de Karhold e da Última Lareira, e Sansa Stark (Sophie Turner) avisa Jon sobre a ira iminente de Cersei. Na Cidadela, Samwell Tarly (John Bradley) começa seu treinamento como um Meistre, e envia uma mensagem para o Jon sobre o vidro de dragão em Pedra do Dragão. Na Muralha, Bran Stark (Isaac Hempstead Wright) chega e é levado para o sul até Castelo Negro, e a Irmandade Sem Bandeiras, incluindo Sandor Clegane (Rory McCann) continua sua viagem para o norte até a Muralha.
"Dragonstone" recebeu críticas positivas de críticos, que consideraram a vingança de Arya contra a Casa Frey, a redimição de Sandor Clegane em relação à sua antiga vida, e a dramática volta de Daenerys para casa, em Pedra do Dragão, como os destaques do episódio. Nos Estados Unidos, o episódio alcançou uma audiência de 10.11 milhões em sua primeira exibição.

## Enredo

### Nas Terras Fluviais
Disfarçado como Walder Frey, Arya Stark mata todos os homens da Casa Frey com vinho envenenado, relembrando-os sobre suas ações e deixando a esposa de Walder, Kitty, viva para dar o testemunho de que "o Norte se lembra". Enquanto viaja para o sul, Arya acampa com soldados Lannister amigáveis. Ela conta sua intenção de matar a Rainha, que é levada como uma brincadeira.
A Irmandade Sem Bandeiras e Sandor Clegane se abrigam na fazenda que Sandor roubou uma vez; o fazendeiro e sua filha estão mortos há muito tempo no local. Beric Dondarrion admite que não sabe por que foi ressuscitado várias vezes. Thoros de Myr mostra para Sandor uma visão no fogo dos Caminhantes Brancos em um local onde a Muralha se encontra com o mar. À noite, Sandor secretamente enterra os corpos. Ao descobrir, Thoros o ajuda.

### Além da Muralha
Os Caminhantes Brancos e as criaturas, incluindo gigantes, marcham a direção ao Sul. Bran Stark e Meera Reed chegam à Muralha. Eddison Tollett, convencido pelo conhecimento de Bran em relação aos Caminhantes Brancos e pelas experiências de Edd com eles, os deixa entrar.

### Em Winterfell
Apesar da oposição de Sansa Stark, Jon Snow perdoa Alys Karstark e Ned Umber pelas traições de seus pais. Os dois herdeiros juram lealdade. Jon ordena que Tormund Giantsbane e os selvagens fortaleçam a Muralha em Atalaialeste do Mar, e todos os Nortenhos, incluindo mulheres e meninas, treinem para a batalha. Conversando em particular, Jon fica frustrado por Sansa ter subestimado sua autoridade; Sansa não quer que Jon repita os erros pelos quais o pai e o irmão deles, Ned e Robb, morreram. Uma mensagem de Cersei Lannister ordena que Jon jure lealdade a ela; Jon acredita que o exército Lannister não representa nenhuma ameaça para o Norte no inverno, mas Sansa sabe que Cersei é perigosa.
Mindinho tenta se familiarizar com Sansa, que continua o ignorando. Ela diz para Brienne de Tarth que não pode mandá-lo embora porque eles ainda precisam do apoio militar do Vale.

### Em Porto Real
Cersei e Jaime Lannister estão cercados por inimigos e não possuem aliados. Euron Greyjoy chega em Porto Real com a Frota de Ferro, propondo casamento e uma aliança para Cersei. Cersei rejeita Euron, pois ele não é confiável. Euron vai embora, prometendo conquistá-la com um presente inestimável.

### Em Vilavelha
O treinamento de Samwell Tarly para se tornar um meistre inclui tarefas domésticas. Arquimeistre Ebrose nega o pedido de Sam para acessar a área restrita da biblioteca; Ebrose acredita nos avisos de Sam em relação aos Caminhantes Brancos, mas confia na Muralha. Sam rouba livros, identifica um depósito de vidro de dragão em Pedra do Dragão, e informa Jon através de um corvo.
Jorah Mormont, com sua escamagris progredindo, é um paciente em isolamento. Quando Sam recolhe seu prato de comida, Jorah pergunta se Daenerys chegou em Westeros. Sam não sabe.

### Em Pedra do Dragão
Daenerys Targaryen e sua frota chegam em Pedra do Dragão. Ela e seus conselheiros entram no castelo. A sós com Tyrion Lannister na sala do conselho de guerra, ela diz: "Vamos começar?"

## Produção

### Escrita

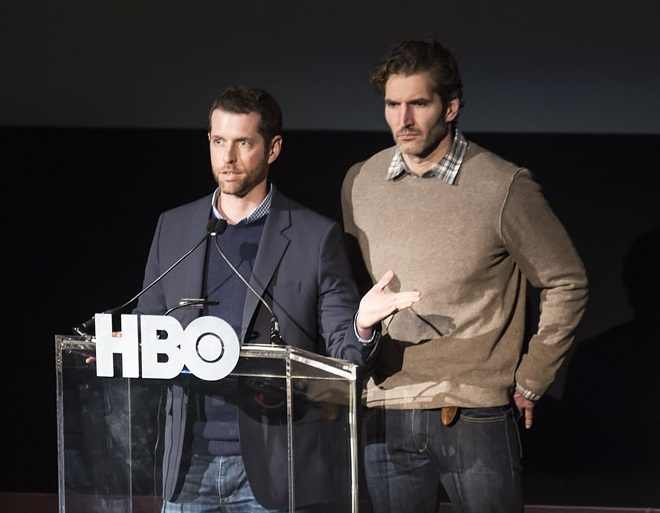
O episódio foi escrito pelos co-criadores da série, David Benioff e D. B. Weiss.

"Dragonstone" foi escrito pelos criadores da série, David Benioff e D. B. Weiss. A conversa entre Jon Snow e Sansa Stark mostra o grande ressentimento de Sansa de que tem sido insuficientemente creditada para garantir a aliança com o Vale, e também destaca os respectivos de Jon e Sansa, diferenciando a identificação dos Caminhantes Brancos e de Cersei como principais ameaças. O diálogo entre Jaime e Cersei enfatiza que, com seus filhos mortos, Cersei é moralmente irrestrita e carece da preocupação de Daenerys Targaryen com inocentes. Os escritores deliberadamente excluíram os diálogos da cena da chegada de Daenerys em Pedra do Dragão, para preservar a dignidade daquele momento.

### Escolha de elenco

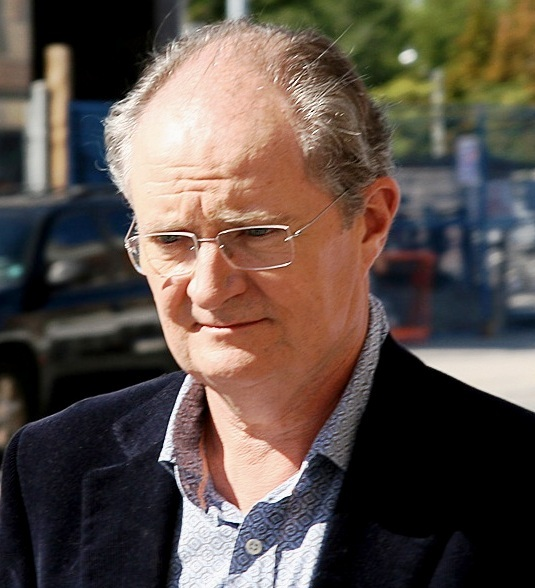
Jim Broadbent se junta a série como Arquimeistre Ebrose

"Dragonstone" incluiu a introdução de Jim Broadbent como Arquimeistre Ebrose na Cidadela. Sua escolha para a série foi inicialmente anunciada pela HBO para a Entertainment Weekly, em agosto de 2016, e na época foi apenas revelado como um papel "importante" na sétima temporada. Em uma entrevista subsequente, Broadbent revelou seu papel na série, e que estaria compartilhando suas cenas com John Bradley, que interpreta Samwell Tarly.
Antes do episódio ser exibido, foi anunciado que o cantor Ed Sheeran faria uma participação em algum momento durante a temporada. De acordo com David Benioff, a produção vinha tentando há anos trazê-lo para a série como uma surpresa para Maisie Williams, que interpreta Arya Stark na série e é uma grande fã de Sheeran. Antes do lançamento oficial do episódio, Sheeran falou sobre sua aparição, dizendo que "Nada de emocionante acontece na cena, temos apenas uma conversa e é só isso". Em "Dragonstone", Sheeran interpreta um soldado Lannister, a quem Arya conhece quando o ouve cantando uma música que é estranha para ela. A música se origina da série de livros A Song of Ice and Fire, de George R. R. Martin, da qual a série de televisão é adaptada, e é intitulada "Hands of Gold". Na série de livros, é cantada por um personagem conhecido como Symon Língua de Prata, um personagem relacionado a interpretação de Sheeran.

### Filmagens
"Dragonstone" foi dirigido por Jeremy Podeswa. Ele juntou-se a série como diretor na quinta temporada, com seu primeiro episódio sendo "Kill the Boy", que foi seguido por "Unbowed, Unbent, Unbroken", pelo qual foi indicado em um Emmy Award na categoria Direção Excepcional para uma Série de Drama. Ele também dirigiu dois episódios da sexta temporada da série, e também dirigiu o último episódio da sétima temporada. Em uma entrevista com o The Hollywood Reporter, logo após a exibição de "Dragonstone", Podeswa falou sobre sua experiência ao dirigir a participação de Ed Sheeran, afirmando que "Ele foi uma pessoa adorável para se trabalhar. Ele estava adorável na série. Eu acho que ele se encaixa muito bem naquele mundo." Ele continuou, dizendo que Sheeran pediu para trocarem a chave da música que ele canta na cena durante as filmagens do episódio.

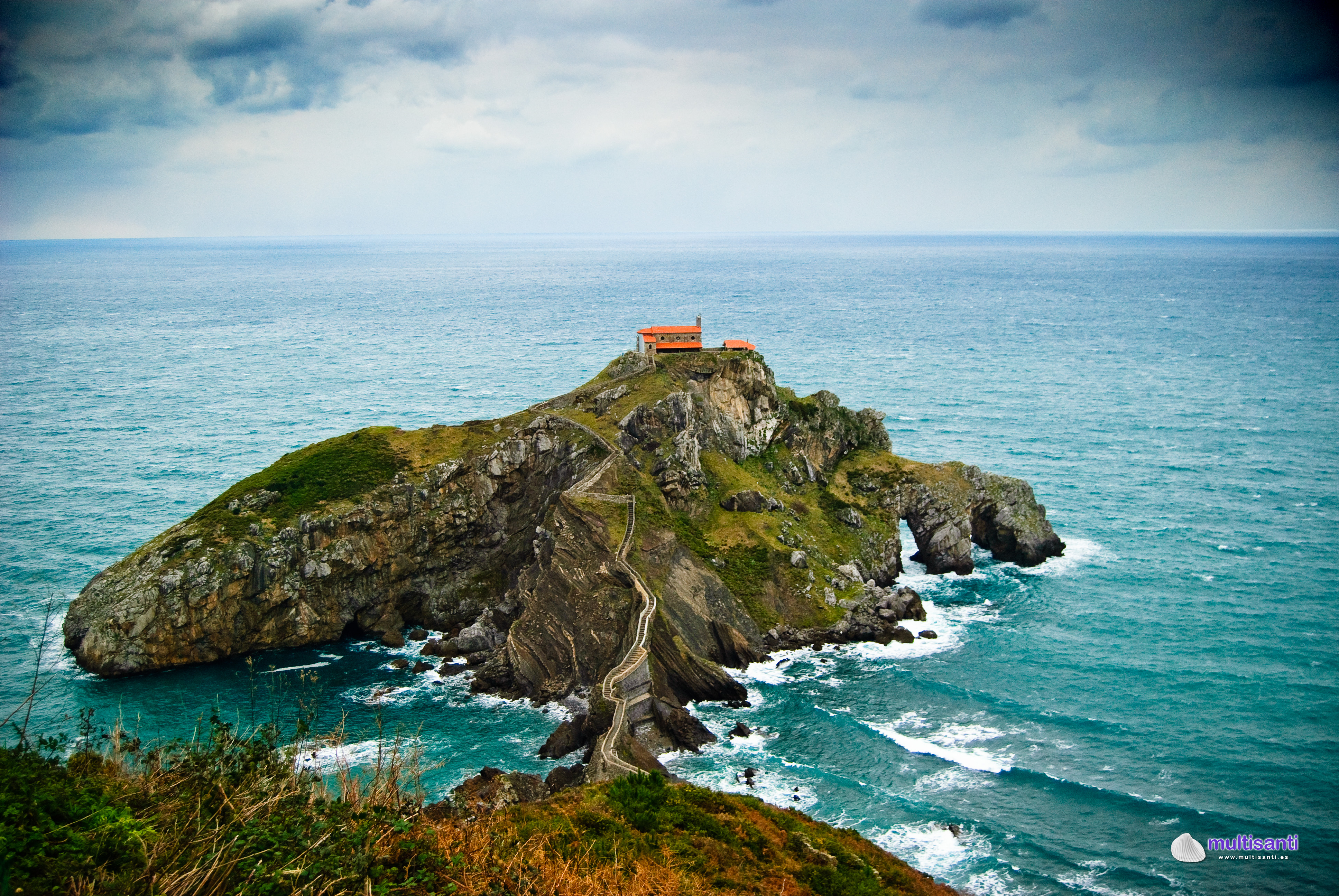
Gaztelugatxe, na Espanha, foi usada para partes da cena em Pedra do Dragão.

Podeswa também discutiu sua direção no teaser, dizendo que queria "honrar a grande escrita", e elogiou os desempenhos de Maisie Williams e David Bradley como Arya Stark e Walder Frey, respectivamente, afirmando "Como nos aprofundamos mais, sabia-se que a audiência faria perguntas logo no início da cena, sabendo que Walder Frey está morto. Então, o que é isso? É um flashback? Há algo mais acontecendo aqui? Se trata de interpretar aquela fala de surpresa e curiosidade da audiência, e como eles encaram a cena. O desempenho de David é tão fantástico que há um momento em que você quase consegue sentir Arya dentro dele. Antes mesmo do diálogo revelar quem ele é." A cena não foi escrita como um teaser; Benioff e Weiss fizeram esta decisão de acordo com a força do trabalho de Bradley. Seguindo o teaser, Podeswa também falou sobre a direção da cena após a sequência de abertura, revelando "Sabíamos que seria um tiro. Nada extravagante em termos de filmagens. Mas é um tiro que muito lentamente se revela ao longo do tempo, e podemos assumir este tempo. Então, era uma questão de me conceptualizar com os artistas de roteiro e com o departamento de efeitos especiais." Podeswa também afirmou que a cena final no olho da criatura gigante não estava originalmente no script, mas surgiu do trabalho com o departamento de arte da série.

## Recepção

### Audiência
"Dragonstone" foi assistido por 16.1 milhões de telespectadores no total, incluindo 10.11 milhões em sua primeira exibição na HBO e os restantes provenientes de DVR e de fluxo contínuo, tornando-se o episódio mais assistido na história da série até o momento. O episódio também adquiriu uma 4.7 classificação no 18–49 demográfica. O episódio inspirou 2.4 milhões de tweets durante o horário que foi exibido, tornando o episódio da série mais comentado no Twitter. O episódio foi pirateado 90 milhões de vezes nos primeiros três dias desde que foi exibido. No Reino Unido, o episódio foi visto por 3.495 milhões de telespectadores no Sky Atlantic durante sua Transmissão simultânea, tornando-se a transmissão de maior audiência da semana. Em 2 de agosto de 2017, a HBO anunciou que o episódio estava prestes a superar os 30 milhões de telespectadores dos Estados Unidos em toda a rede nacional de plataformas. No Reino Unido, o episódio recebeu até 4.7 milhões de telespectadores, depois de sete dias, tornando-o o mais alto de qualquer programa do Sky Atlantic.

### Recepção da crítica
"Dragonstone" recebeu grandes elogios de críticos. O episódio tem 95% de classificação no agregador de revisão do site Rotten Tomatoes, de acordo com 40 comentários, com uma pontuação média de 8.5 de 10. O consenso do site diz "Com um empolamento de abertura salvo, Game of Thrones gráfica um bom caminho para seu trecho final ansiosamente aguardado."